# Gunther Ipsen
Gunther Karl Julius  Ipsen (* 20. März 1899 in Innsbruck; † 29. Januar 1984 in Oberursel) war ein österreichischer Soziologe, Bevölkerungswissenschaftler und Philosoph. Er lehrte als Professor für Philosophie und Soziologie an den Universitäten Leipzig (1930–1933), Königsberg (1933–1939) und Wien (1939–1945) und war ein Hauptvertreter der Soziologie im Nationalsozialismus. Nach dem Zweiten Weltkrieg war er von 1951 bis 1960 Abteilungsleiter der Sozialforschungsstelle an der Universität Münster in Dortmund.

## Leben und Wirken
Gunther Ipsen war der Sohn des Professors für Medizin Carl Ipsen. Er promovierte 1922 in Leipzig bei Felix Krueger und Theodor Litt mit dem Thema Über Gestaltauffassung. Erörterung des Sanderschen Parallelogramms. Zwei Jahre später habilitierte er sich bei Krueger in Leipzig mit einer Arbeit Zur Theorie des Erkennens. Untersuchung über Gestalt und Sinn sinnloser Wörter. In den Jahren 1922 und 1923 übte Ipsen auch eine Lehrtätigkeit an der Freien Schulgemeinde Wickersdorf aus. Ab 1926 arbeitete er als Privatdozent für Soziologie und Philosophie in Leipzig, wurde dort 1930 außerplanmäßiger Professor und ein Jahr später Extraordinarius. Im Jahr 1933 übernahm er einen Lehrstuhl für Philosophie und Soziologie an der Universität Königsberg, wo er zunächst Mitdirektor des philosophischen Seminars wurde und ab April 1935 auch die Leitung des Pädagogisch-psychologischen Seminars übernahm. Helmut Haufe wurde 1931 Ipsens erster Assistent, dem 1935 Werner Conze folgen sollte (siehe unten).
Bereits seit seinem Umzug von Innsbruck nach Leipzig im Jahr 1919 zeigte er ein ausgeprägtes interdisziplinäres Interesse, widmete sich zunächst aber hauptsächlich Themengebieten aus der sogenannten Gestaltpsychologie. Sowohl seine Dissertation als auch seine Habilitationsschrift behandeln erkenntnistheoretische Fragestellungen, die er im Rahmen eines ganzheitlichen Modells zu lösen versuchte. Zur Grundlage seines Wissenschaftsverständnisses wurde die Ablehnung des „französischen“ Rationalismus gegenüber einem deutschen, auf Hegel und Wilhelm Heinrich Riehl basierenden, kulturellen und völkischen Idealismus. Besonders stark geprägt wurde er von Felix Krueger, der als bekennender Feind der Weimarer Republik antisemitische Brandreden hielt und die Wissenschaft der Ganzheitspsychologie als Mittel zum geistigen Zusammenhalt der deutschen Nation ansah. In seinen ersten Berufsjahren befasste sich Ipsen auch stark mit Fragen der Sprachwissenschaft und der Sprachphilosophie. Er gilt als Erfinder des Begriffs des „sprachlichen Feldes“, der dann später von Jost Trier als Wortfeld etabliert wurde.
Allgemein verstand es Ipsen sehr gut, über Fachgrenzen hinweg zu arbeiten und zu argumentieren. In den Jahren als Dozent erfolgte unter dem Einfluss von Hans Freyer, der 1925 in Leipzig den ersten Lehrstuhl für Soziologie erhalten hatte, der Übergang von philosophischen Fragestellungen zur empirischen „Realsoziologie“. Ipsen wurde mit dieser Thematik Mitbegründer der sich vermeintlich um Freyer bildenden Leipziger Schule, zu der auch Arnold Gehlen und Helmut Schelsky gehörten, die beide von Ipsen unterrichtet wurden. Er gehörte zu den Mitbegründern und wissenschaftlichen Hauptinitiatoren der völkischen „Deutschen Soziologie“.

Ziel der Arbeiten war eine empirische Begründung historischen „Volkwerdung“, was im Rahmen der sich herausbildenden Ostforschung aber auch als dezidiert politische „Deutschtumsarbeit“ aufgefasst werden muss. Zu diesem Zweck führte er mit Unterstützung von Studenten aus der bündischen Deutschen Freischar agrarsoziologische Feldstudien im ländlichen Raum durch und arbeitete dabei eng mit dem Boberhaus in Löwenberg in Schlesien zusammen, wo er auch als Referent auftrat. Boberhaus-Mitglied Walter Greiff berichtete darüber:
„Im Jahr 1930 beteiligten sich (…) mehrere Schlesier an der Studienfahrt des Leipziger Soziologen G. Ipsen zur ‚Erforschung der ländlichen Verhältnisse Rumäniens‘. Sie lernten dabei in der Gegend von Targu-Jiu die Forschungsmethoden D. Gustis am Objekt kennen. Wiederum mit Hilfe Ipsens führte im Frühjahr 1931 eine Gruppe der JM (Schlesische Jungmannschaft) in Rosenau am Zobten ihre erste soziologische Dorfwoche durch. Ihr folgten vier weitere in typischen Dörfern charakteristischer Teillandschaften.“
Ipsen versuchte in der agrarischen Bevölkerung ein Gleichgewicht zwischen Gattungsvorgang und Lebensraum aufzuzeigen, gefördert durch eine bäuerliche Familienverfassung und eine restriktive Erb- und Heiratsordnung. Konkret vertrat er damit eine vormoderne, antiaufklärerische und NS-affine Bevölkerungstheorie. Urbanisierung und Pluralität lehnte er entschieden ab.
Als Mitarbeiter von Felix Krueger war er von 1930 bis 1934 Mitherausgeber der Blätter für deutsche Philosophie, des Organs der national-konservativen Deutschen Philosophischen Gesellschaft, in der Krueger in dieser Zeit den Vorsitz hatte.
Ipsen war ein Anhänger der nationalsozialistischen Ideologie und publizierte beispielsweise 1933 ein Werk Blut und Boden. 1937 stellte er im Sinne des NS-Regimes den Schutz von Minderheiten als eine Erfindung der Juden und eine „Kampfordnung gegen den Lebenswillen des deutschen Volkes“ dar. Am 4. Juni 1937 beantragte er die Aufnahme in die NSDAP und wurde rückwirkend zum 1. Mai desselben Jahres aufgenommen (Mitgliedsnummer 5.089.913). Er gehörte auch der SA an. 1939 ging er an die Universität Wien, wo er Direktor des Psychologischen Instituts als Nachfolger Karl Bühlers wurde und zusammen mit Arnold Gehlen lehrte. In Wien habilitierte sich bei ihm Werner Conze, der ihm aus Königsberg dorthin gefolgt war. Bereits im August 1939 wurde Ipsen zur Wehrmacht eingezogen und leistete bis zum Kriegsende mit kurzen Unterbrechungen Militärdienst als Hauptmann der Reserve, ab 1943 als Major der Reserve. In dieser Zeit wurde er als Leiter des Psychologischen Instituts durch Gehlen, der ihm nach Wien gefolgt war, vertreten.
Nach Kriegsende 1945 wurde Ipsen entlassen und zunächst aus Österreich ausgewiesen. In der Folgezeit hat er mehrere Jahre in Götzens bei Innsbruck gelebt. Er war Teil der sogenannten „Professorengruppe“ der Organisation Gehlen, die dieser gegen Bezahlung Studien lieferte. Bei der Beschaffung einer Stelle im Nachkriegsdeutschland waren ihm alte Leipziger und Königsberger Beziehungen nützlich. Ipsen war ab 1951 Abteilungsleiter an der Sozialforschungsstelle an der Universität Münster in Dortmund in der neu geschaffenen Abteilung „Soziographie und Sozialstatistik“. Auch Schelsky, der Conze-Schüler Wolfgang Köllmann und Hans Linde, ein weiterer Freyer-Schüler, der zugleich Ipsens Assistent in Königsberg gewesen war, waren in Dortmund tätig. Ipsens Arbeiten befassten sich nun sehr stark mit Großstadt-Soziologie. Zugleich war er 1957 Mitbegründer der Europäischen Gesellschaft für ländliche Soziologie. 1959 erlangte er (auf damals nicht ungewöhnliche Weise) seinen Professorenstatus – und damit auch Pensionsansprüche – wieder: Die Westfälische Wilhelms-Universität in Münster übernahm ihn, wie auch Hans Freyer, als emeritierten Professor zur Wiederverwendung.
Nach seiner Emeritierung arbeitete er am Baltischen Forschungsinstitut in Bonn und der Akademie für Raumforschung und Landesplanung mit (ordentliches Mitglied seit 1953). Im Rahmen der Akademie leitete Ipsen den Forschungsausschuss „Regionale Bevölkerungsprobleme und Wanderungsfragen“. Er gehörte zudem dem Forschungsausschuss für „Grundsatzfragen der Raumforschung und Landesentwicklung“ an. Von 1962 bis 1965 erhielt Ipsen noch einmal einen Lehrauftrag an der Ludwig-Maximilians-Universität München.
Ipsens Blut und Boden (Wachholtz, Neumünster 1933) wurde in der Sowjetischen Besatzungszone auf die Liste der auszusondernden Literatur gesetzt.
Ipsen befasste sich mit der Entzifferung des Diskos von Phaistos, den er als Silbenschrift ägäischen Ursprungs (aber nicht unbedingt aus Kreta) deutete.
Der Nachlass Ipsens wurde von seinem Sohn Detlev Ipsen, Professor für Stadt- und Regionalsoziologie an der Universität Kassel, verwaltet, der 2011 starb. Seit 2015 befindet sich der Nachlass im Universitätsarchiv der Technischen Universität Dortmund.

## Schriften (Auswahl)
- Die Sprachphilosophie der Gegenwart. Junker & Dünnhaupt, Berlin 1930.
- Programm einer Soziologie des deutschen Volkstums. Junker & Dünnhaupt, Berlin 1933 (erweiterte Leipziger Antrittsvorlesung vom 16. Juni 1931).
- Blut und Boden. Das preussische Erbhofrecht. Wachholtz, Neumünster 1933 (Kieler Vorträge über Volkstums- und Grenzlandfragen und den nordisch-baltischen Raum).
- Das Landvolk. Ein soziologischer Versuch. Hanseatische Verlags Anstalt, Hamburg 1933.
- Artikel Bevölkerung I, Bevölkerungslehre und Das Landvolk. Soziale Struktur. In: Handwörterbuch des Grenz- und Auslandsdeutschtums I. Breslau 1933/1934.
- Landvolk und industrieller Lebensraum im Neckarland. In: Raumforschung und Raumordnung, 5. Jg. (1941), Heft 5, S. 243–257.
- (mit Walter Christaller; Wolfgang Köllmann; Rainer Mackensen) Standort und Wohnort. Ökologische Studien. Westdeutscher Verlag, Köln/Opladen 1957.
- Wir Ostpreußen. Heimat im Herzen, als Hrsg. Akademischer Gemeinschaftsverlag, Salzburg 1950 (Unveränderter Nachdruck, Weidlich, Frankfurt/Main 1980, ISBN 3-8035-1076-7).